# Xerraire muntanyenc gorjablanc
El xerraire muntanyenc gorjablanc (Turdoides gilberti) és un ocell de la família dels leiotríquids (Leiothrichidae).

## Hàbitat i distribució
Habita els boscos de les muntanyes del sud-est de Nigèria i sud-oest del Camerun.